# AN/SPS-12
L'AN/SPS-12 è stato un radar navale di ricerca aerea e di superficie bidimensionale progettato dalla RCA e comparso sulle unità della US Navy nel 1954 e ha costituito il sistema di ricerca a media distanza sulle portaerei delle classi Forrestal, Essex e Midway e adottato in numerose unità navali di Marine di paesi alleati dagli Stati Uniti, tra cui la Marina Militare Italiana.

## Storia
Il radar è stato sviluppato sul precedente AN/SPS-6 cella sua variante AN/SPS-6C e come il suo predecessore aveva un'antenna parabolica e operava in banda L.

## Caratteristiche
Il radar aveva una portata di 150 km, la sua massima quota di intercettazione di 23000 m, velocità di rotazione dell'antenna con scansione azimutale su 360°, da 2,5 a 15 giri/minuto, brandeggio per un piccolo angolo, lobo di irradiazione con apertura angolare di 30° in verticale e 3°12' in orizzontale. La banda di frequenza L delle UHF, era da 390 a 1550 MHz, con valore più probabile a circa 750 MHz e lunghezza d'onda di 40 cm, potenza picco 500 kW e frequenza di ripetizione degli impulsi variabile da 300 fino a 600 impulsi al secondo con +/- 5% di scarto.
Nelle condizioni di massime prestazioni la cadenza degli impulsi era particolarmente elevata, ma trattandosi di un radar ad impulsi classico, la comparsa sulla scena di tipi particolarmente "sofisticati" di contromisure elettroniche lo resero presto obsoleto.
Alla massima velocità di rotazione dell'antenna un bersaglio veniva acquisito ad intervalli di 4 secondi circa e se è un aereo in volo alla velocità ad esempio di 1800 km/h poteva percorrere in tale intervallo di tempo 2 km, gli impulsi emessi in ogni grado di rotazione variavano da 3 a 6 per antenna ruotante a 15 giri/minuto e da 20 a 40 per antenna a 2,5 giri/minuto.

## Marina Militare Italiana
Il radar AN/SPS-12 è stato, insieme al precedente AN/SPS-6, uno dei due radar da ricerca aerea standard installati sulle unità della Marina Militare fino alla fine degli anni sessanta ed è stato imbarcato a partire dal 1959 sulle fregate Bergamini e Alpino, sui cacciatorpediniere Impavido e sugli incrociatori Doria.